# 森本穫
森本穫（もりもと おさむ、1942年（昭和17年）-　）は、日本近現代文学の研究者。
福井県生まれ。早稲田大学第一法学部、第一文学部国文専修卒業。紅野敏郎に師事。1968年（昭和43年）に国語教師として広島県立油木高等学校に赴任。1978年（昭和53年）頃、安田女子大学専任講師、のち賢明女子学院短期大学教授を務めた。日本近代文学専攻。松本清張研究会会員。川端康成学会常任理事。阿部知二研究会事務局長。

## 著書
- 『愛の文学選』渓水社 1980
- 『魔界遊行――川端康成の戦後』林道舎 1987
- 『孤児漂白――川端康成の世界』林道舎 1990
- 『阿部知二 原郷への旅』林道舎 1997
- 『作家の肖像――宇野浩二・川端康成・阿部知二』林道舎 2005
- 『松本清張 歴史小説のたのしみ』洋々社 2008
- 『魔界の住人 川端康成 その生涯と文学』（上・下巻）勉誠出版 2014
- 『川端康成の運命のひと　伊藤初代』ミネルヴァ書房 2022

### 共編
- 『日本近代文学――小説に描かれた女性像』渓水社 1981
- 『川端康成 注釈：遺稿「雪国抄」・「住吉」連作』平山三男と共編著 林道舎 1984
- 『姫路文学散歩』神戸新聞総合出版センター 1991

## 参考資料
- 森本穫『魔界の住人 川端康成――その生涯と文学 上巻』勉誠出版、2014年9月。ISBN 978-4585290759。
- 森本穫『魔界の住人 川端康成――その生涯と文学 下巻』勉誠出版、2014年9月。ISBN 978-4585290766。
- 著者紹介